# CH Gasteiz

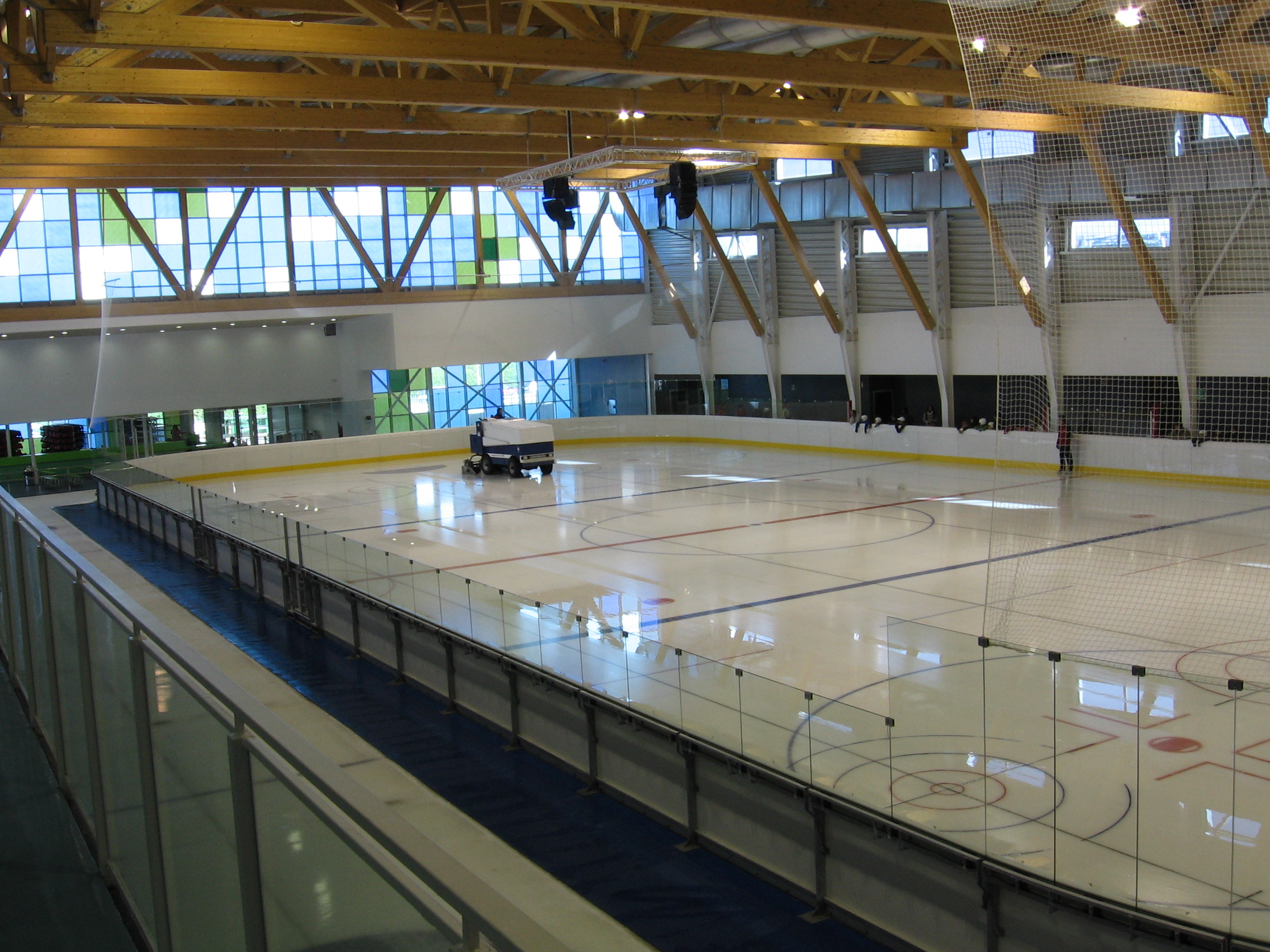
Pista de hielo de Vitoria-Gasteiz

Der CD Hielo Bipolo Vitoria - Gasteiz war ein spanischer Eishockeyclub aus Vitoria-Gasteiz, der zuletzt zwischen 2011 und 2014 in der Superliga spielte. Größter Erfolg der Vereinsgeschichte war der Gewinn der spanischen Meisterschaft 2013.

## Geschichte
Der CH Gasteiz, der 1975 gegründet wurde, wurde im selben Jahr in die Superliga, die höchste spanische Eishockeyliga, aufgenommen. Nach ihrer ersten Spielzeit in der Superliga stellten sie zunächst für ein Jahr den Spielbetrieb im Seniorenbereich ein, ehe sie in der Saison 1977/78 in die erste Liga zurückkehrten, in der sie bis zum Abstieg 1982 spielten. Als Zweitligameister kehrten die Basken 1983 sofort in die erste Liga zurück, in der sie seitdem spielen, nur unterbrochen in den Jahren 1986 bis 1988, als die Liga aus finanziellen Gründen nicht stattfand und in den Jahren 2005 bis 2007, als das Team seine Seniorenmannschaft aus der Superliga zurückzog, um sich auf den Rollhockeysport zu konzentrieren. Erfolgreichste Spielzeit der Clubgeschichte ist die Saison 2012/13, als die Basken durch einen Sieg im Playoff-Finale gegen den CG Puigcerdà erstmals den spanischen Titel errangen. In der Folgesaison gelang dem Team die Titelverteidigung und zudem auch der Gewinn der Copa del Rey.
Nach diesen Erfolgen wurde der Spielbetrieb 2014 eingestellt.

## Erfolge
- Spanischer Meister 2013, 2014
- Spanischer Pokalsieger 2014
- Aufstieg als Zweitliga-Meister 1983

## Stadion
Die Heimspiele des CH Gasteiz wurden in der Pista de hielo de Vitoria-Gasteiz in Vitoria-Gasteiz, ausgetragen, die 470 Zuschauern Platz bietet.